# إدوارد باتلر (سياسي)
إدوارد باتلر (بالإنجليزية: Edward Butler)‏ هو سياسي أمريكي، ولد في 11 أكتوبر 1949 في ليتل فولز في الولايات المتحدة. حزبياً، نشط في الحزب الديمقراطي.